# Lorraine Coghlan
Lorraine Coghlan (Warrnambool, 23 settembre 1937) è un'ex tennista australiana.

## Biografia
Durante la sua carriera giunse in finale nel singolare all'Australasian Championships nel 1958 perdendo contro Angela Mortimer in due set (6-3, 6-4). L'anno precedente si fermò alle semifinali per Althea Gibson. Non ebbe ugual fortuna negli altri tornei maggiori, al Torneo di Wimbledon del 1971 si fermò al secondo turno, all'Open di Francia al terzo. Agli Internazionali d'Italia è giunta in finale nel 1958, perdendo dalla fuoriclasse brasiliana Maria Bueno in tre set.
Nel doppio giunse a tre finali consecutive:
- 1958, con Angela Mortimer Barrett persero contro Mary Bevis Hawton e Thelma Coyne Long per 7-5, 6-8, 6-2;
- 1959, con Mary Carter Reitano persero contro Renee Schuurman Haygarth e Sandra Reynolds Price per 7-5,6-4;
- 1960, con Margaret Smith Court persero contro Maria Bueno e Christine Truman per 6-2, 5-7, 6-2.